# Chrysosoma ramiseta
Chrysosoma ramiseta är en tvåvingeart som beskrevs av Octave Parent 1939. Chrysosoma ramiseta ingår i släktet Chrysosoma och familjen styltflugor. Inga underarter finns listade i Catalogue of Life.